# Acanthus pubescens
Acanthus pubescens är en akantusväxtart som först beskrevs av Thoms. och Daniel Oliver, och fick sitt nu gällande namn av Adolf Engler. Acanthus pubescens ingår i släktet akantusar, och familjen akantusväxter. Inga underarter finns listade i Catalogue of Life.

## Bildgalleri

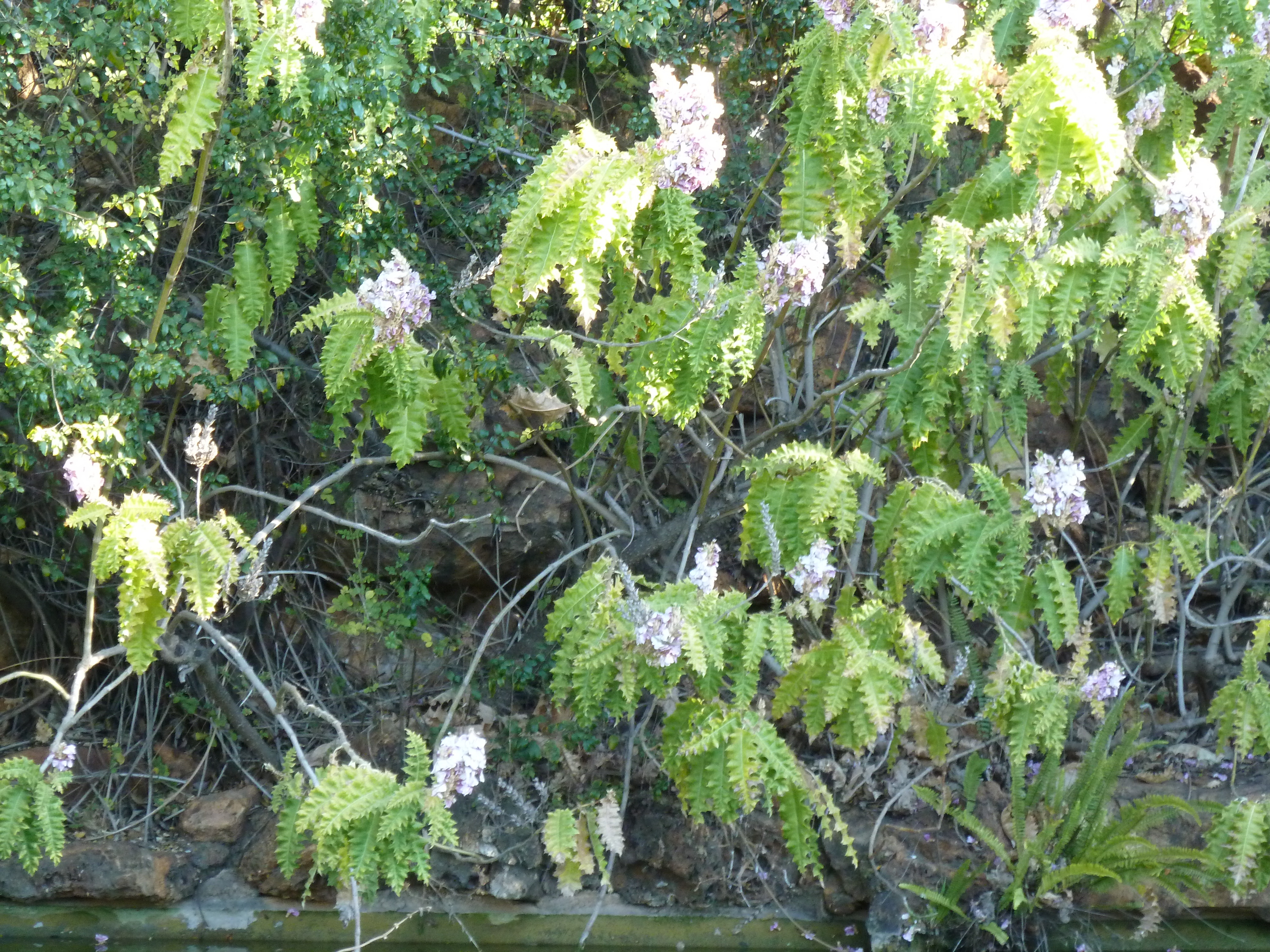